# 幸ひ人
幸ひ人（さいはひびと）は、ZANのメジャーデビューシングル。2004年11月25日にrhythm zoneよりリリースされた。

## 収録曲
1. 幸ひ人
2. 紫空
3. 幸ひ人 (Instrumental)